# Richard Fancy
Richard Fancy (ur. 2 sierpnia 1943 w Evanston) − amerykański aktor filmowy i telewizyjny.
Znany z ról pana Lippmana w sitcomie NBC Kroniki Seinfelda (Seinfeld, 1991−1998), Berniego Abrahamsa w operze mydlanej ABC Szpital miejski (General Hospital, 2002−2012) czy Kajfasza w serialu biblijnym The Chosen (2024−).